# Športska zabava
Športska zabava vrsta je spektakla  koji navodno predstavlja natjecateljski događaj pomoću visoko kvalitetne kazališne glume i kvalitetne prezentacije, s ciljem impresioniranja i zabavljanja publike i šire javnosti. 
Za razliku od tipičnih športova, za koje se provodi natjecanje, poštene igre, tjelogradnje ili športske rekreacije, osnovni proizvod sportske zabave je izvedba koja uključuje publiku, tako da se ne izvode bez publike osim u izvanrednim okolnostima. Obično, ali ne svi (ovisno o kojem športu je riječ), događaji su unaprijed dogovoreni, pa se može govoriti o otvoreno o događajima jer se ne smatra namještanjem rezultata.
Takvi tipovi športa su primjerice: profesionalno hrvanje, monster trucks, surfanje, skateboarding, umjetničko klizanje, utrka razbijanje automobila, motocross slobodnog stila i sl.